# Sébastien Mamerot

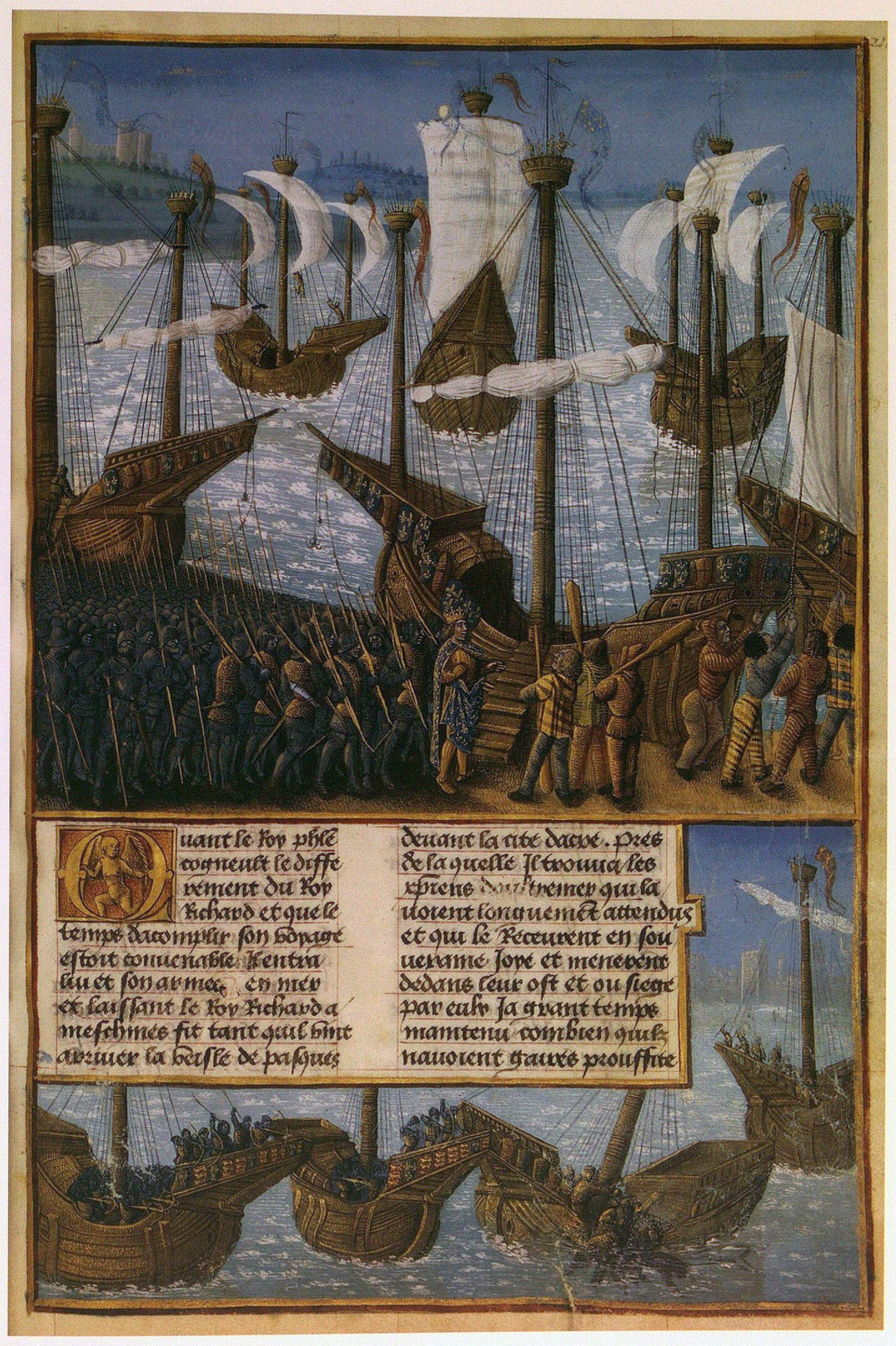
König Philipp II. von Frankreich mit seinem Heer bei der Abfahrt zum Dritten Kreuzzug; unten Versenkung eines feindlichen Schiffes. Buchmalerei in den Passages d’outremer des Sébastien Mamerot in der 1474/1475 angefertigten Handschrift Paris, Bibliothèque nationale de France, Fr. 5594, fol. 211r. Buchmalerei von Jean Colombe.

Sébastien Mamerot (* zwischen 1430 und 1440 in Soissons; † um 1490) war ein französischer Geistlicher, Gelehrter, Schriftsteller und Übersetzer, der den größten Teil seines Lebens in den Diensten des Adligen und Politikers Louis de Laval stand.
Mamerot war u. a. Verfasser der Histoire des neuf preux et des neuf preuses (1460–1461), ferner einer Chronik der Kreuzzüge Les Passages d’oultre mer du noble Godefroy de Bouillon, du bon roy Saint Loys et de plusieurs vertueux princes, die um 1490 erschien, sowie Übersetzer des Romuleon von Benvenuto da Imola, einer Sammlung von Berichten zur Geschichte Roms.